# Pară

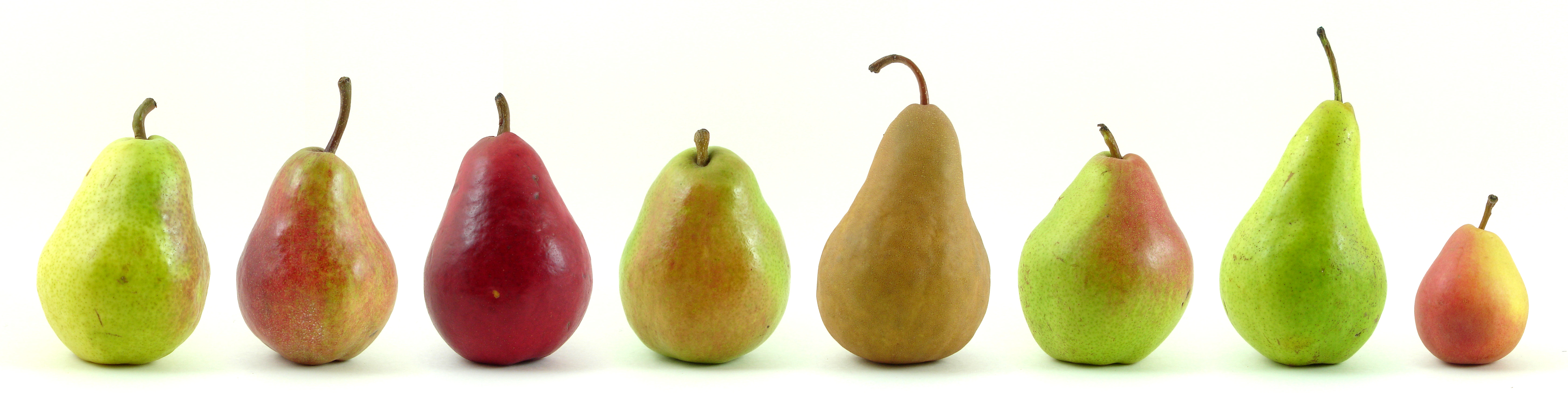
Pere

Para este considerată sora mărului, deoarece fac parte din aceeași familie și ambele sunt numite poame. Au aproximativ aceeași perioadă de dezvoltare și conțin aceleași vitamine și minerale, dar în proporții diferite.
Pomul fructifer care ne dăruiește aceste fructe se numește păr. Acesta a fost cultivat încă din Antichitate în Europa de Vest, nordul Africii și estul Asiei. Deși a existat mult timp în stare sălbatică, fructele sale rămânând necomestibile, în timpul romanilor se cunoșteau deja 40 de soiuri de păr comestibil. Astăzi numărul lor a crescut. Dintre acestea doar trei sunt mai importante pentru producția de fructe comestibile: para europeană, cultivată mai ales în Europa și nordul Americii, para Ya și para Nashi, cunoscute și ca para-asiatică, respectiv para-măr, ambele întâlnite în partea de est a Asiei. Multe specii de peri sunt cultivate pentru altoirea soiului european și asiatic sau servesc drept copaci ornamentali.

## Aspect

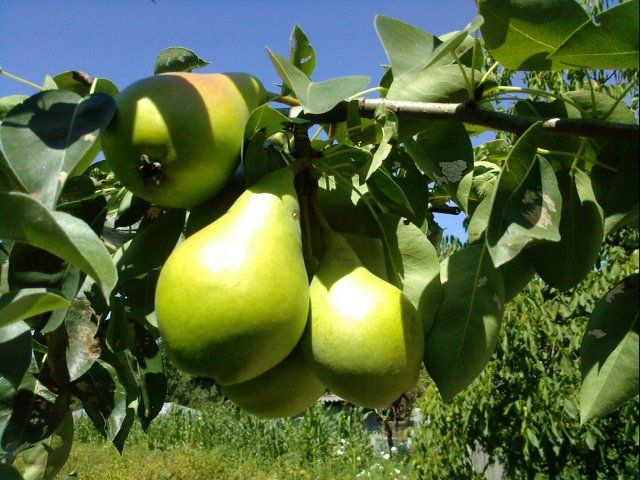
Pere de vară

Părul este rezistent la secetă și temperaturi scăzute (până la -40 grade C iarna), dar este pretențios la lumină.
Este un copac de înălțime medie, ajungând la 10-17 m înălțime; câteva specii sunt chiar sub formă de arbuști. Tulpina dreaptă este învelită co o scoarță cenușie-brună, crăpată la exemplarele bătrâne, bine înfiptă în pământ. Rădăcina sa puternică poate ajunge până la 4-5 m adâncime. Pe ramurile sale lungi sunt aranjate alternativ frunze ovale cu margini dințate sau întregi la unele specii. Prin luna aprilie-mai iși fac apariția și florile, albe. Rareori au o tentă de galben sau roz. Peste 2-3 luni, din acestea se vor dezvolta fructele mari, cu pulpă zemoasă și dulce. 
Perele sălbatice sunt mai mici, având 1-4 cm în diamentru, dar cele cultivate au peste 18 cm și 8 cm grosime. Forma diferă și ea, de la cea globuloasă la cea clasică, sub formă de bulb. 
Fructele conțin vitamina A, B2, B6, C, minerale de calciu, sodiu, potasiu și fosfor. Sunt consumate proaspete, uscate sau sub forma de gem, jeleuri sau sucuri. De obicei se folosesc în combinații cu alte fructe.

## Importanță
Datorită conținutului lor, fructele stimulează digestia, crescând pofta de mâncare, vitaminizând și mineralizând organismul. În stările febrile, scad temperatura, favorizează eliminarea toxinelor din organism, stimulează formarea globulelor roșii și funcțiile organelor. 
Frunzele de par sunt recomandate în tratarea afecțiunilor urinare, renale, diabet. Gargara făcută cu macerat de frunze servește la tratarea infecților faringelui și a amigdalitei.
Pulberea din scoarța de păr este folosită în combaterea diareei. 
Florile sunt vizitate des de albine pentru a culege nectar și polen necesare pentru obtinerea mierii. Se obțin aproximativ 18-20 kg la hectar.
Lemnul de păr este unul sintre cele mai preferate în industria lemnului. Datorită calității sale este ales la fabricarea instrumentelor muzicale, a furnirurilor estetice, fabricarea mobilei. Este de asemeanea folosit în tâmplărie, construcții și sculptură.